# Raymond, Washington
Raymond är en ort i Pacific County i delstaten Washington. Vid 2010 års folkräkning hade Raymond 2 882 invånare.

## Kända personer från Raymond
- Robert Wells, låtskrivare